# Мокша
Мокша (санскрит: मोक्ष mokṣa) или мукти (санскрит: मुक्ति mukti), дословно ослобођење, разрешење, је појам који у индијским религијама значи ослобођење из вечног тока „рађања, умирања и препорађања" (самсара) и свеколике патње и ограничености постојања у свету. То је крајњи циљ мудрости у индијској филозофији. 
У свим гранама индијске филозофије увек је постојао и практични циљ, према којем се и мерила успешност те филозофије. Тај је циљ ослобођење од вечног круга збивања, и у разним се филозофским системима различито тумачи и постиже. У веданти, мокша (мукти) претпоставља апсолутизацију атмана. То је коначно јединство с апсолутом, увиђање јединства атман-брахман, укидање дихотомије субјективног и објективног. Насупрот томе, у будизму ослобођење представља крајњу негацију сопства (анатман). Ослобођење је у нирвани, угаснућу, за које су потребни морални, психички, кармички, медитативни предуслови.
Ослобођење је условљено стањем свијести и разумијевањем највише истине о збиљи.

## Етимологија
Мокша долази од санскритског корена muc у значењу пустити, ослободити.

## Мокша у хиндуизму
Мокша је појам супротан карми, моралној детерминираности делатношћу. У хиндуистичкој филозофији мокша представља трансценденцију феноменског постојања: свести, времена, простора и каузалности (карма) у било ком смислу. 
Мокша означава разлагање материјалног сопства како би се разоткрила основа постојања – дух (ђиватман - душа или сопство). Ослобођење се досеже аскетском дисциплином смиривања страсти. Мокша има двоструку сврху: метафизичку реализацију (садхана) и етичку сврху ублажења и престанка патње. 

## Мокша у будизму
Мокша се у будизму назива нирвана (ниббана) одн. утрнуће, угашеност. Разлика у тумачењу ослобођења у хиндуизму и будизму јавља се због различитог тумачења сопства (себе, душе). У будизму се сопство не означава у смислу самоостварења (atma-jnana, атма-џнана – знање о себи) већ се под сопством искључиво сматра агрегат (его), и то у складу са Будином доктрином аната (не-ја). У будистичкој нирвани нема више никаквих опажаја па тако ни било каквог сопства.